# Both Sides, Now
Pour l’article homonyme, voir Both Sides Now (album de Joni Mitchell).
Pour l'épisode de Dr House, voir Saison 5 de Dr House#Épisode 24 : Parle avec elle.
Singles de Judy Collins
Hard Lovin' Loser
(1967) Someday Soon
(1969)
Both Sides, Now (ou Both Sides Now) est une chanson écrite et composée par la chanteuse canadienne Joni Mitchell.
Également connue sous le titre Clouds, elle est inspirée de l'essai Henderson The Rain King de l'écrivain canadien Saul Bellow, publié en 1959.
Judy Collins en a donné la première interprétation en 1967, sur son album Wildflowers, puis en 1968 en single. Le titre devient aussitôt un tube aux États-Unis (atteignant la 8e place au Hot 100 de Billboard) tandis que Judy Collins remporte le Grammy de la meilleure performance folk en 1968.
Le titre est le premier succès de Joni Mitchell en tant qu'auteur-compositeur; celle-ci l'interprète à son tour pour son album Clouds, en 1969.
En 2003 la version interprétée par Judy Collins reçoit le Grammy Hall of Fame Award.

## Contenu
La chanson traite des rapports illusoires que l'on peut entretenir avec la réalité.
On peut traduire ainsi les premiers vers :
Arcs-en-ciel et flots de cheveux d'anges,
châteaux de crème glacée dans le ciel,
et canyons de plumes partout...
 C'est ainsi que je voyais les nuages.
Mais à présent ils se contentent d'obstruer le soleil,
ils font pleuvoir et neiger sur tout le monde...
Il y tant de choses que j'aurais pu faire
mais des nuages se sont mis en travers de mes projets.
À présent je regarde les nuages de deux façons :
d'en haut et d'en bas. Et cependant je ne sais pourquoi,
c'est l'illusion des nuages que je retiens...
A dire vrai, les nuages je ne les connais pas du tout.

## Reprises
Internationalement connue, la chanson a été reprise de très nombreuses fois. Citons :

### Années 1960
- Dave Van Ronk, sous le titre "Clouds", album Dave Van Ronk and the Hudson Dusters, 1968
- Anne Murray, album What About Me, 1968
- Claudine Longet, album Colours, 1968
- Frank Sinatra, album Cycles, 1968
- Leonard Nimoy, album The Way I Feel, 1968
- Marie Laforêt, sous le titre "Je n'ai rien appris", parole d'Eddy Marnay, 1968
- Robert Goulet, album Both Sides Now, 1968
- Christine Charbonneau, sous le titre "Je n'avais pas compris", 1969
- Bing Crosby, album Hey Jude / Hey Bing!, 1969
- Davy Graham, album Large as Life But Twice as Natural, 1969
- Dion, album Dion, 1969
- Neil Diamond, album Touching You, Touching Me, 1969
- Pete Seeger, album Young vs. Old, 1969
- Gábor Szabó, version instrumentale, 1969
- Paul Winter, version instrumentale au saxophone, 1969

### Années 1970
- Andy Williams,album Raindrops Keep Fallin' on My Head, 1970
- Cilla Black, album Sweet Inspiration, 1970
- Engelbert Humperdinck, album The Engelbert Humperdinck Show, 1970
- Glen Campbell, album Try a Little Kindness, 1970
- Willie Nelson, album Both Sides Now, 1970
- Hugh Masekela, version instrumentale, album Reconstruction, 1970
- The Tokens, album Both Sides Now, 1970
- Roger Whittaker, sous le titre "From Both Sides Now", album New World in the Morning, 1971
- Cleo Laine, album Feel The Warm with Cleo Laine, 1972
- Jim Nabors, album The Twelfth of Never, 1973
- Pat Martino, version instrumentale, album Consciousness, 1974

### Années 1980
- Viola Wills, en single, #35 au Royaume-Uni, 1985
- Paradox (夢劇院), album Paradox, 1988

### Années 1990
- Michael Feinstein, compilation Rubáiyát, 1990
- Dianne Reeves, album Quiet After the Storm, 1994
- Dana Winner, version allemande sous le titre Dat ben jij, album Waar is het gevoel, 1996
- Pat Martino, album All Sides Now, 1997
- Sharon Cuneta, album When I Love, 1999

### Années 2000
- Dolly Parton, album Those Were the Days, 2005
- Tori Amos, 2005
- Hayley Westenra, album Odyssey, 2005
- Cathrine Hickland Lindsay, album One Life, Many Voices, 2006
- Håkan Hellström, version suédoise sous le titre "Båda sidor, nu" , 2006
- Herbie Hancock, version instrumentale, album River: The Joni Letters, 2007
- Mindy Gledhill, album Feather in the Wind, 2007
- Luce Dufault, album Demi-jour, 2007
- Paul Anka, album Classic Songs, My Way, 2007
- Allison Moorer, album Mockingbird, 2008
- John Barrowman, album Music Music Music, 2008
- Rie fu, album Who is Rie fu?, 2008
- Tina Arena, album Songs of Love & Loss 2, 2008
- Lara Fabian, album Every Woman In Me, 2009
- Rachael Yamagata, album The Village, 2009
- Ronan Keating, album Songs for My Mother, 2009
- The Swingle Singers, version a cappella  album Ferris Wheels, 2009

### Années 2010
- Roch Voisine, album Americana III, 2010
- Yamori (Ryoko Moriyama et Akiko Yano), album Anata To Utaou, 2010
- Susan Boyle, album Someone to Watch Over Me, 2011
- Carly Rae Jepsen, EP Curiosity, 2012
- Sarah Lee Guthrie & Johnny Irion, single, A Valentine, 2012
- Melanie C, album Stages, 2012
- Cæcilie Norby, album Just the Two of Us, 2015
- Years & Years, 2016
- Sara Bareilles, 2017
- Helena Bonham Carter,
- Rufus Wainwright, album Nothern Stars, 2018
- Belinda Carlisle, album Runaway Horses, 2019

## Classements et mentions
La chanson est classée à la 171e place sur la liste des « 500 plus grandes chansons de tous les temps » selon le magazine musical Rolling Stone.
Le titre est par ailleurs sélectionné dans le livre Sounds of surprise, le jazz en 100 disques de Franck Médioni (2017).